# Rafale (vent)
Pour les articles homonymes, voir Rafale.
Une rafale est, en un site donné, un renforcement brutal et passager du vent, qui se traduit par une hausse brève et soudaine de la vitesse instantanée du vent par rapport à sa vitesse moyenne. Les rafales sont causées soit par l'instabilité de l'air. Contrairement au vent continu, les obstacles topographiques ou artificiels exercent une influence minime sur les rafales. Les termes risée et bourrasque sont souvent utilisés comme synonymes, mais la risée est une bouffée de vent moins violente et la bourrasque un phénomène plus durable que la rafale, et « tout épisode de grand vent impétueux et de courte durée ; ce second terme s'emploie en particulier pour caractériser la nature de certains coups de vent en mer ».

## Définition générale
La vitesse du vent est mesurée à l'aide d'un anémomètre placé à 10 mètres de la surface. Sa valeur moyenne est en général mesurée sur une période de deux minutes avant l'observation météorologique, et toute augmentation significative par rapport à cette valeur durant les dix minutes précédant l'observation est notée comme rafale dans les messages tels le METAR.
Chaque rafale possède une certaine amplitude qui fait passer le vent d'un minimum de vitesse instantanée à un maximum de vitesse instantanée appelé la vitesse de pointe de la rafale. Il peut arriver que cette vitesse de pointe soit supérieure de 50 % ou davantage à la vitesse du vent moyen. La plus grande des vitesses de pointe enregistrées dans un intervalle de temps donné fournit la vitesse maximale du vent au cours de cet intervalle.

### Cas particuliers
En météorologie maritime, la vitesse de pointe d'une rafale s'exprime en mètres par seconde (m/s) ou en nœuds, tandis que l'échelle Beaufort est réservée aux vitesses moyennes. Lorsque la vitesse maximale dépasse de 10 à 15 nœuds la vitesse moyenne, les bulletins de météorologie marine français emploient le terme « rafales ». Ils utilisent les expressions « fortes rafales » lorsque cette différence se situe entre 15 et 25 nœuds et « violentes rafales » lorsqu'elle dépasse 25 nœuds.
En météorologie aéronautique, on parle de rafales quand la vitesse maximale du vent dépasse d'au moins 10 nœuds sa vitesse moyenne (calculée sur deux minutes).
Le grain est un accroissement soudain et très important de la vitesse du vent d'une durée de l'ordre de quelques minutes et s'amortissant plutôt rapidement. Il est associé au passage d'une averse, d'un orage ou d'un front froid très actif. Dans ce cas, non seulement la force mais aussi la direction des vents varieront.